# Breathe Atlantis
Breathe Atlantis war eine 2012 gegründete Alternative-Rock-Band aus Essen.

## Geschichte
Die Gruppe wurde 2012 in der nordrhein-westfälischen Stadt Essen gegründet und besteht zurzeit aus Sänger Nico Schiesewitz, Gitarrist Joschka Basteck, sowie dem Bassisten Jan Euler und Schlagzeuger Markus Harazim. Basteck und Harazim spielten zuvor gemeinsam in der Rockband Emmy Shot a Unicorn, welche in ihrer aktiven Zeit eine EP veröffentlichte.
Am 19. April 2014 erschien mit Shorelines das Debütalbum, welches die Gruppe aus eigener Tasche finanzierte und ohne Plattenfirma auf dem Markt brachte. Zwischenzeitlich wurden Breathe Atlantis von Redfield Records unter Vertrag genommen und veröffentlichten im Sommer 2016 das zweite Album Futurestories über das Label. Das Album wurde von Produzent Dan Korneff in New York City gemastert und gemixt.
Im Jahr 2017 spielte das Quartett zwei Tourneen u. a. mit Any Given Day, To the Rats and Wolves und Vita in Deutschland und der Schweiz. Zuvor spielte die Gruppe bereits diverse Konzerte auf Bundesebene. Zudem spielte die Gruppe im Vorprogramm von Memphis May Fire, Attila, Bury Tomorrow, Betraying the Martyrs, The Word Alive, Caliban, Hands Like Houses, Slaves und Callejon.
Gemeinsam mit Our Mirage sind Breathe Atlantis Vorband für die Europatournee der schwedischen Band Imminence, die zwischen dem 5. und 22. Dezember 2018 in Deutschland, Österreich, in der Schweiz, Tschechien, Frankreich und in den Niederlanden gespielt wird. Im September 2018 wurde bekannt, dass Breathe Atlantis zu Arising Empire gewechselt sind und Anfang 2019 ihr drittes Album Soulmade über das Plattenlabel veröffentlichen werden.
Am 18. Juli 2023 kündigte die Band ihre Auflösung an.

## Stil
Musikalisch ist Breathe Atlantis dem Alternative Rock zuzuordnen. Im Vergleich zum Debütalbum, das ziemlich Metal-lastig ausgefallen ist, setzt die Gruppe beim zweiten Album auf Klargesang, einprägsame Hooklines und melodisches Gitarrenspiel. Vergleichbar ist die Musik mit The Color Morale. Auch werden The Used und My Chemical Romance als musikalische Einflüsse genannt.

## Diskografie
- 2014: Shorelines (Album)
- 2016: Futurestories (Album, Redfield Records)
- 2019: Soulmade (Album, Arising Empire)
- 2022: Overdrive (Album, Arising Empire)